# Abbaye de Solnhofen
L'abbaye de Solnhofen est une ancienne abbaye bénédictine à Solnhofen, dans le Land de Bavière et le diocèse d'Eichstätt.

## Histoire
L'abbaye est fondée en 794 par les bénédictins de Fulda. Auparavant Solus a mené un pastorat actif qui est récompensé par des biens autour de Fulda attribués par Charlemagne en 793. Par testament, ses biens forment la base pour la création d'une abbaye. Le monastère est dissous en 1534 après être devenu un prieuré au moment de l'apparition du protestantisme.
Sur le site du monastère de Solnhofen, différentes églises, notamment une basilique à trois nefs, se succèdent de 650 jusqu'à sa démolition partielle en 1783. Les vestiges restaurés de la basilique de Solus sont parmi les plus anciens bâtiments historiques en Allemagne ; ils se situent juste au nord de l'actuelle église paroissiale.